# Rakun iz Hersona
Herson (ukrajinsko Херсо́н) je ime enega izmed dveh rakunov, ki ju je med ruskim umikom iz mesta ugrabil Oleg Zubkov, direktor živalskega vrta Kazka ter safarija Tajgan na okupiranem Krimu. Rakun je po poročanju ruske nacionalistične blogerke Ane Dolgareve postal internetna senzacija in predmet internetnih »memov«. Poimenovan je bil rakun iz Hersona (ukrajinsko єно́т з Херсо́на). Rakunu je posvečen proruski Telegram kanal.

## Kraja
11. novembra 2022 je Oleg Zubkov, direktor živalskega vrta Kazka in safarija Tajgan na Krimu, na svojem YouTube kanalu objavil posnetek z naslovom »Smo v Hersonu. Oleg Zubkov ujame rakune z GOLIMI ROKAMI!!!«, v katerem je zagrabil rakune v živalskem vrtu v okupiranem mestu Herson. V posnetku so tudi ljudje v uniformah parka Tajgan, ki na tovornjake nalagaju tudi druge živali, kar je vzbudilo sume, da živali peljejo v Tajgan. Zubkov je kasneje video odstranil, vendar je bil ta že razširjen na druga socialna omrežja in je zato še na voljo.
Rakun je vzbudil širšo pozornost, ko je ruska nacionalistična blogerka Ana Dolgareva na svojem Telegram kanalu zapisala, da so »edine dobre novice« po ruski izgubi Hersona, da je njen prijatelj ukradel rakuna.
Nekaj dni kasneje je Zubkov v intervjuju povedal, da so bile živali iz hersonskega živalskega vrta odpeljane v Tajgan na Krimu. Po njegovih besedah so odpeljali volkulji, lamo, osla, sedem rakunov, pegatke in fazane. Svoja dejanja je poimenoval »reševanje živali« iz vojnega območja in je obljubil, da jih bo vrnil v Herson, ko bo mir. Rekel je tudi, da ga je za to prosil Vladimir Saldo, vodja okupacijske administracije v Hersonu.

## Odzivi

### V Ukrajini
13. novembra je Oleksandr Todorčuk, ustanovitelj ukrajinske organizacije za zaščito živali UAnimals, objavil, da je rusko poveljstvo ukradlo rakuna iz hersonskega živalskega vrta. Ana Dolgareva je zatem zanikala, da je njen prijatelj ukradel rakuna. V odgovor je zajem zaslona te njene trditve postal viralen na omrežju Twitter ter nastale so mnoge šale in memi o rakunu.
Ukrajinska podružnica BBC je rakuna označila kot simbol vojne in »absurdnosti ruske vojske«, ki je postala znana po kraji vseh mogočih stvari - od pralnih strojev, do stranišč in živali. Rusko proslavljanje kraje rakuna je postalo tarča posmeha na ukrajinskih družabnih omrežjih, češ da se je cilj njihove vojne iz zavzetja celotne Ukrajine spremenil v krajo rakuna iz živalskega vrta. Kraja rakuna je bila označena kot »sveti cilj posebne vojaške operacije« in predlagane so bile medalje za uspešno ugrabitev. V obliki memov so bili predstavljeni različni scenariji, v katerih se ruski predsednik Vladimir Putin odziva na uspešno ugrabitev. Nekateri memi so s parodijami kot je "Reševanje vojaka rakuna" (igra na film Reševanje vojaka Ryana) zahtevali njegovo izpustitev.
Sergij Bratčuk, tiskovni predstavnik ukrajinske vojaške uprave Odeške oblasti, je za zamenjavo rakuna v šali ponudil deset ruskih vojnih ujetnikov. Na spletni strani Urada predsednika Ukrajine je bila ustvarjena peticija, ki je predlagala zamenjavo rakuna za spomenik Katarine Velike v Odesi. Do 22. novembra 2022 je peticija prejela več kot 6500 podpisov.
Generalni direktor Ukrpošte je dejal, da bi lahko izdali novo znamko s hersonskim rakunom. Član sveta Hersonske oblasti Sergij Hlan je dejal, da bi lahko simbolni pomen rakuna za Herson primerjali s pomenom hersonske lubenice.

### V Rusiji
22. novembra 2022 je o rakunu poročal ruski TV kanal Vesti. Voditelj je trdil, da je rakun simbol ruskih padalcev in njihovih zmag. Rakuna so omenjali v pozitivnem smislu in trdili, da je njegovo ime Herson bilo izbrano v spletni anketi. Komentatorji so rakunu pripisali »mitološki« pomen v ruski propagandi, saj naj bi simboliziral rusko vojsko - »hitra in zvita«, a navzven »prijetna in neagresivna«. Po rakunu je bil poimenovan proruski Telegram kanal, ki pogosto objavlja vsebine povezane z njim, nekatere ciljajo otroško publiko.
Ruski mediji so trdili, da rakun živi z ruskimi vojaki v jarkih, kjer rad izvaja »umazane trike« in njihov prostor »obrača na glavo«. Decembra 2022 je bil objavljen videoposnetek, kjer je Vladimirja Saldoja ugriznil rakun, ko ga je poskusil pobožati.